# 科洛马尔
科洛马尔（法語：Colomars，法語發音：[kɔlɔmaʁ]）是法国滨海阿尔卑斯省的一个市镇，位于该省中南部，尼斯市区以北，属于尼斯区。

## 地理
科洛马尔（43°45'49"N, 7°13'20"E）面积6.72 平方千米，位于法国普罗旺斯-阿尔卑斯-蓝色海岸大区滨海阿尔卑斯省，该省份为法国东南部沿海省份，南濒地中海，西南至瓦尔省，西北接上普罗旺斯阿尔卑斯省，北部和东部与意大利接壤。
与科洛马尔接壤的市镇（或旧市镇、城区）包括：阿斯普勒蒙、卡罗斯、卡斯塔尼耶、加蒂耶尔、尼斯。
科洛马尔的时区为UTC+01:00、UTC+02:00（夏令时）。

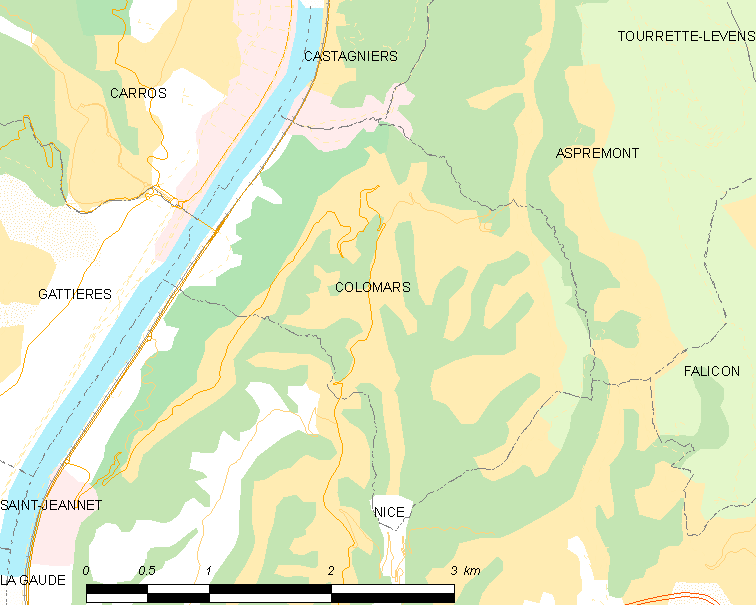
科洛马尔的OSM定位图

## 行政
科洛马尔的邮政编码为06670，INSEE市镇编码为06046。

## 政治
科洛马尔所属的省级选区为图雷特勒旺斯县。

## 人口

1962-2008年间科洛马尔人口变化图示

科洛马尔于2022年1月1日时的人口数量为3507人。